# Ronny Krippner
Ronny Krippner (* 1980 in Marktredwitz, Bayern) ist ein deutsch-britischer Kirchenmusiker und ist als Organist and Director of Music an der Kathedrale von Ripon in England tätig.

## Biografie
Ronny Krippner entstammt einer bayerisch-böhmischen Familie und wuchs zuerst in Waldsassen, dann in Marktredwitz auf. Während seiner Schulzeit erhielt er Orgelunterricht bei Alois Fischer (Waldsassen), sowie Unterricht in Harmonielehre, Kontrapunkt und Komposition beim damaligen Regensburger Domorganisten Eberhard Kraus (Regensburg) und Wolfram Graf (Bayreuth). Nach dem Abitur begann er seine Ausbildung an der Regensburger Hochschule für Kirchenmusik (Orgelspiel und Improvisation bei Franz Josef Stoiber, Klavier bei Norbert Brandstetter und Orchesterdirigieren bei Graham Buckland). Während dieser Zeit war er auch als Chorleiter bei den Vorchören der Regensburger Domspatzen tätig.
Anschließend ging Krippner nach England, wo er an der Universität von Exeter im Masterstudiengang English Cathedral Music und als Choral Scholar an der  Kathedrale von Exeter die Fächer Orgel und Chorleitung belegte. Danach arbeitete er zeitgleich als Organist an den Kathedralen von Bristol und Newport (Süd-Wales), sowie am Clifton College.
2007 folgte Krippner einem Ruf als Organist an die King’s College School im Londoner Stadtteil Wimbledon. Während dieser Zeit war er auch als Organist an der St George’s Church, Hanover Square (London) tätig. Von 2013 bis 2021 war Krippner als Organist and Director of Choral Music am Croydon Minster und der Whitgift School in London tätig.
Krippner ist Kulturpreisträger der Stadt Marktredwitz (1998) und erhielt 2018 den Sudetendeutschen Kulturpreis für Darstellende Kunst. Seine Konzerttätigkeit führte ihn, neben England und Deutschland, auch nach Australien, Frankreich, Holland, Mexiko, Norwegen und Ungarn.
Seit 2010 ist Krippner als Dozent für Orgelimprovisation am Königlichen Konservatorium in Birmingham tätig. Er nahm erfolgreich an den internationalen Orgelimprovisationswettbewerben in St Albans (GB) und Biarritz (F) teil. 2019 promovierte Krippner an der Birmingham City University (GB) mit einer Doktorarbeit über Orgelimprovisation an anglikanischen Kathedralen in Großbritannien.

## Diskografie
- Orgelmusik aus Böhmen – gespielt auf historischen Orgeln des Egerlandes. Ambiente Audio, 2017.
- The Tudor Choir Book Vol 1. Croydon Minster Choir of Whitgift School & English Cornett and Sackbut Ensemble. Convivium Records, 2017.
- Christmas Carols from Croydon Minster. Regent, 2014.
- Ex Tempore – The Art of Organ Improvisation in England. Fugue State Films, 2011.